# Ethel Thomsonová Larcombeová
Ethel Larcombeová, rodným jménem Ethel Warneford Thomson (8. června 1879, Islington, Middlesex, Anglie – 11. srpna 1965, Budleigh Salterton, Devon) byla anglická tenistka a badmintonistka, vítězka dvouhry ve Wimbledonu 1912.

## Grand Slam – statistika

### Wimbledon
- Vítězka ženské dvouhry: 1912
- Finalistka ženské dvouhry: 1914
- Vítězka smíšené čtyřhry: 1914 spolu s Jamesem Parkem

## Finálová utkání na Grand Slamu

### Vítězství (1)
| Rok  | Turnaj    | Finalistka                    | Výsledek |
| 1912 | Wimbledon | Charlotte Cooperová Sterryová | 6–3, 6–1 |

### Finalistka (1)
| Rok  | Turnaj    | Vítězka                                     | Výsledek |
| 1914 | Wimbledon | Dorothea Douglassová Lambertová Chambersová | 7–5, 6–4 |

## Badminton
Jako badmintonářka je do současnosti třetím nejúspěšnějším hráčem v rámci jednoho z nejstarších turnajů světa All England Badminton Championships (Mistrovství Anglie v badmintonu), na kterém získala celkem 17 vítězství, z toho 10 v ženské dvouhře, 5 v ženské čtyřhře a 2 ve smíšené čtyřhře.